# Lars Hinneburg
Lars Hinneburg (Rostock, 15 giugno 1965) è un ex nuotatore tedesco.
Specializzato nello stile libero ha vinto una medaglia nella staffetta 4x100 m sl alle Olimpiadi di Seoul 1988.

## Palmarès
- Olimpiadi
  - Seoul 1988: bronzo nella staffetta 4x100 m sl.

- Europei
  - 1985 - Sofia: argento nell astaffetta 4x100 m sl.
  - 1987 - Strasburgo: argento nell astaffetta 4x200 m sl.